# Mario Gonzi

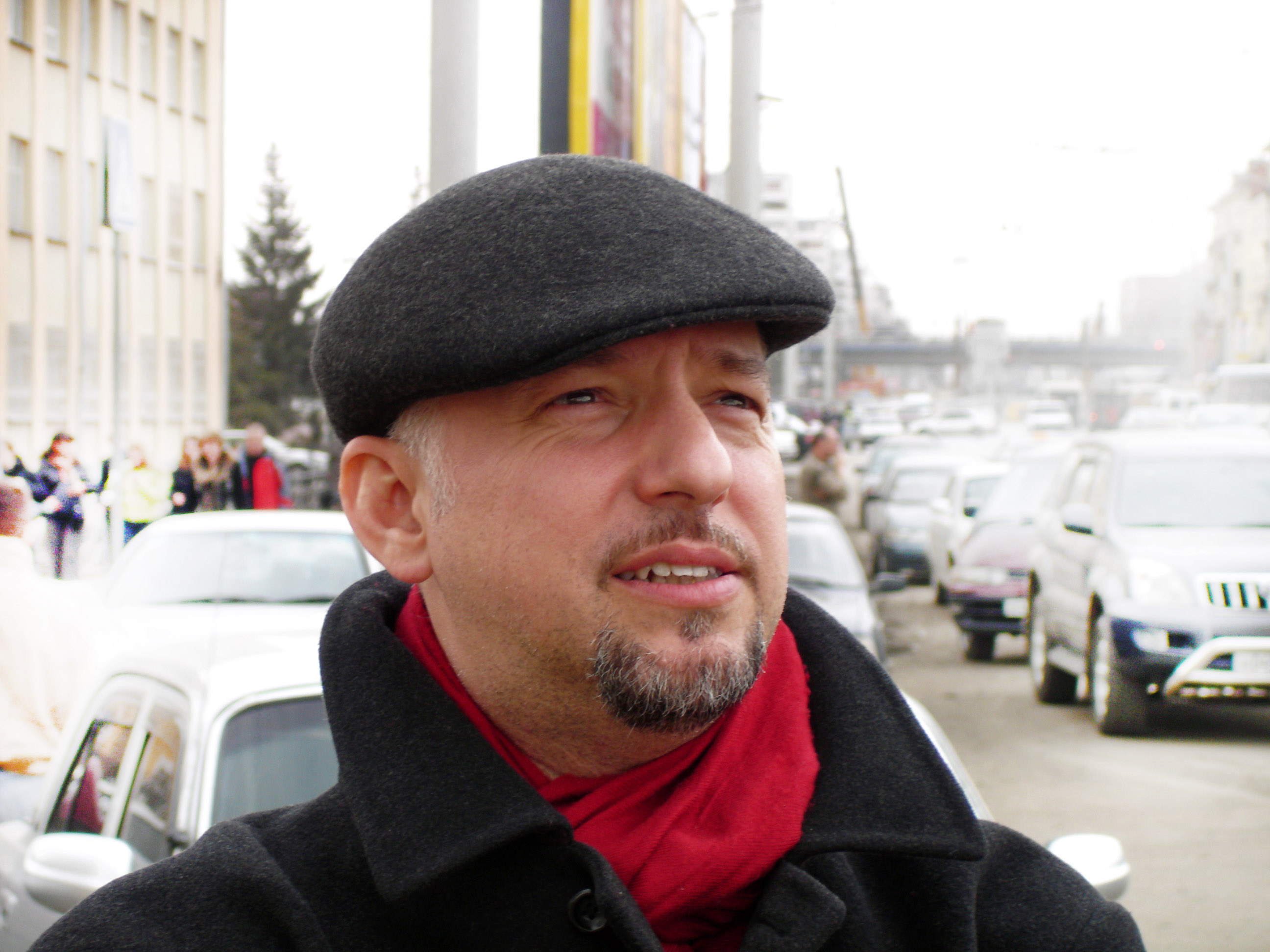
Mario Gonzi

Mario Gonzi (* 5. Mai 1966 in Mödling) ist ein österreichischer Schlagzeuger des Modern Jazz.

## Leben
Gonzi spielt seit seinem fünften Lebensjahr Schlagzeug. Bereits mit dreizehn Jahren begann er 1979 sein Studium am Wiener Konservatorium bei Erich Bachträgl. 1980 und 1982 nahm er an Peter Herbolzheimers Big Band Seminar in Deutschlandsberg mit Ronnie Stephenson und Ed Soph teil. Seit 1982 trat er mit Eddie Lockjaw Davis auf. Es folgen Tourneen, Konzerte und Plattenaufnahmen mit Musikern wie Sal Nistico,  Jim Pepper, Allan Praskin, Claudio Roditi, Karl Ratzer, Etta Cameron, Clark Terry, Vincent Herring oder Take 6. 1989 arbeitete Mario Gonzi längere Zeit in New York City bei Paquito D’Rivera. 1992 spielte er in der Big Band von Joe Haider und Bert Joris. Mit dem Quintett von Art Farmer, dem er von 1985 bis 1999 angehörte, bereiste er die Vereinigten Staaten. Auch gehört er zum Quartett von Roman Schwaller und zu Adrian Mears’ New Orleans Hard Bop. Von 1998 bis 2008 war er Mitglied des Vienna Art Orchestra. Weiterhin begleitet er Marianne Mendt und Zipflo Weinrich. 2012 war er als Teil des Olaf Polziehn Trios zusammen mit Jesse Davis auf Deutschlandtour. Auch arbeitete er mit Addison Frei.
2001 wurde er mit dem Hans-Koller-Preis als „Sideman des Jahres“ ausgezeichnet.